# Kaonde
I Kaonde sono una popolazione presente nella provincia del Nord-Ovest dello Zambia nei distretti di Solwezi e Kasempa. 
La loro lingua, il "kikaonde" è parlata e conosciuta nella quasi totalità della provincia. La popolazione kaonde è originaria dell'attuale Repubblica Democratica del Congo.
Nella mitologia delle popolazioni Kaonde di lingua bantu, Leza corrisponde al dio del cielo.